# Pont d'Oxford
Le pont d'Oxford est un pont à haubans surplombant l'Isère, situé au nord-ouest de Grenoble. Il se situe entre la commune de Grenoble (quartier de la Presqu'île) et celle de Saint-Martin-le-Vinoux (zone d'activités dite du Parc d'Oxford).

## Description et situation

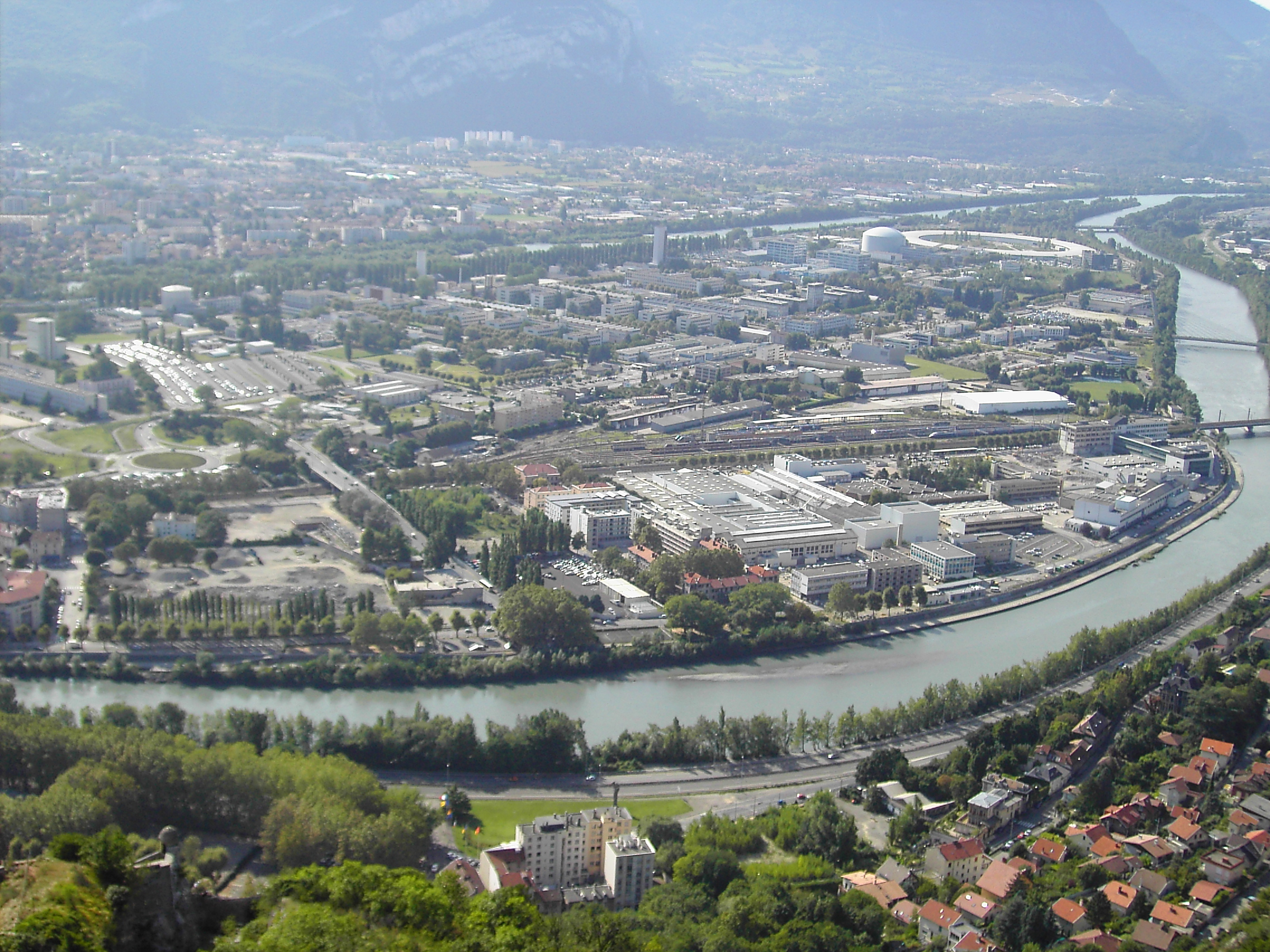
Sur cette photo le pont d'Oxford franchit l'Isère entre le pont du chemin de fer et l'autoroute A480

Achevé en 1991, ce pont permet de relier le quartier du Polygone scientifique à l'Autoroute française A48 en franchissant l'Isère ainsi d'une voie cyclable longeant cette dernière. Il a été réalisé par le Conseil général de l'Isère afin favoriser la desserte du futur synchrotron européen. 
Celui-ci se présente sous la forme d'un pont routier « haubané en semi-harpe » construit en béton armé. Sa portée principale est de 119,5 mêtres, la hauteur du pylône, situé face à l'Isère, est de 48 mètres. Sa chaussée est séparée en deux parties, une pour les automobiles, l'autre pour les piétons et les cyclistes.
Il est nommé ainsi en l'honneur du jumelage de la ville de Grenoble avec Oxford, ville universitaire située en Angleterre (Royaume-Uni).
Le centre nautique de l'Aviron grenoblois est situé au pied de cet édifice sur la rive grenobloise. Cette installation permet aux adeptes de l'aviron et du canoë-kayak d'utiliser le plan d'eau formé par la confluence du Drac et de l'isère en amont du barrage de Saint-Égrève.